# ストックフォト
ストックフォト (Stock Photo) とは、頻繁に使用されるであろうシチュエーションで予め用意された写真素材のこと。もしくは、写真を含むそのほかマルチメディア素材のこと。その中から、予算に応じて広告・出版等の制作会社が目的に合った素材を選び、使用料を支払うことで利用できる。
無料の素材については、基本的にストックフォトと呼ばない。（→フリー素材）

## 利点
ストックフォトを利用するメリットとして、以下の点が挙げられる。
- 目的の写真・動画素材を探す際の手間や、時間を大幅に短縮できる。
- 商品数が膨大なので、目的・イメージに合った素材を見つける事ができる。
- カメラマンを雇い撮影を行う費用・時間を削減できる。

## カテゴリー
ストックフォトのカテゴリーは、大きく4つに分けることができる。
広告用写真
商品パッケージやパンフレットなどの印刷物、店舗ディスプレイの一部、インターネットメディアのデザインやバナー広告の一部として、商品の販売や企業広告の制作に関わる広告代理店や制作会社が利用する。
報道用写真
報道目的で、著名人、スポーツイベント、ニュース等の素材をストックフォトエージェンシーが配信。新聞、テレビ、雑誌等の編集者が目的の人物・イベントなどから検索し、利用している。
動画
主に映像制作会社が、テレビ番組、CM、映画その他映像の素材として利用する。映像素材。SDだけでなく、HDでの提供も増えている。広告用以外に、報道用に授賞式の様子や事件現場の様子を納めた動画もある。
音楽
BGMに使用するための音楽素材。インディーズアーティストが制作した様々な楽曲を、ジャンル、曲の長さ、ボーカルの有無などで選び、ダウンロードして利用することができる。料金は利用範囲によって変わる。

## ライセンスの種類
ロイヤリティフリー (RF)
作品を使用する権利を1度購入すれば、利用回数を制限することなく何度でも使用できるサービス。ただし、どのような作品にでも使用できる訳ではなく使用許諾範囲が定められていることが多い。その範囲外での使用の場合は、別途ライセンス料が発生するケースもある。また、利用者数を限定する シートライセンスが定められているケースもある。「著作権フリー」ではないため、著作権は撮影フォトグラファーもしくはそれを所有する会社が保持。独占利用契約はできない。
ライツマネージド (RM)
使用1回ごとに用途に応じて使用料金を計算し、その使用に対して使用許諾を発行する素材のこと。必ず用途を申請してから使用するため、素材の使用履歴がしっかりと管理され、ある素材を特定の業種で一定期間、一定地域で独占的に使用することが可能。よって、同業他社が未使用の素材をセレクトすることができ、バッティングを回避できるという利点がある。
ライツレディ (RR)
ゲッティイメージズが開発したライツレディは、画像の使用目的別に固定価格で利用できるライセンス。数量、地域の制限はなく、ライツマネージのように独占利用権を付与することもできる。また、該当プロジェクトが終了するまで指定した範囲内で自由に使用できる。

## 歴史
以前はレンタルポジ、レンタルフォトと呼ばれ、利用者はカタログ本からイメージに合う写真を探し、業者へ発注、郵送されてくるポジフィルムをスキャンして使っていた。さらに、スキャンが終わると、業者へ返却する義務があり、紛失、損傷がある場合は多額の補償金を支払う必要があった。しかし、インターネットやDTPの普及に伴い、写真を扱うクリエイティブ制作のほとんどがデジタルで処理されるようになったので、24時間いつでも検索、ダウンロードが可能な、オンラインベースの企業が増えた。現在では、大手企業のほとんどがオンラインでの検索・販売に切り替わっている。

## 事例
- 2016年3月、写真家のデヴィッド・マクドナルドが、 北アイルランドベルファスト市内にあった、ニコンのメガネレンズの広告に、FUJIFILM X100が使われていたのを発見した[1]。ニコン英国法人が広告を取り下げて謝罪を行ったが、この広告に使われていたのはストックフォトだったのが判明した[2]。
- 2024年5月23日、パナソニックがミラーレス一眼カメラ「LUMIX DC-S9」を日本国内で発表した際、カメラの機能を説明するために使われた写真が、DC-S9で撮影されたものではなく、「ストックフォトではないか」という指摘があり、実際に「shutterstock」にあった写真だったことが確認された[3]。2024年5月28日、パナソニックはこの件について謝罪文を掲載するとともにwebサイトの画像を修正し、5月31日に行われる予定だったDC-S9のライブ配信を中止することを発表した[4][5]。